# Андріївка (Золочівський район)
Андріївка (до 1630, у 2016—2021 — Мармузовичі, у 1630—1946 — Ферлеївка) — село в Україні, у Красненській селищній територіальній громаді, Золочівського району, Львівської області. Населення становить 1379 осіб. Нині село є центром Андріївського старостинського округу.

## Населення
Згідно з переписом УРСР 1989 року чисельність наявного населення села становила 1480 осіб, з яких 689 чоловіків та 791 жінка. За даними перепису населення 2001 року у селі мешкало 1457 осіб. У 2021 році — 1379 осіб.
Мова
Розподіл населення за рідною мовою за даними перепису 2001 року був наступним:
| українська | 1456 | 99,93 |
| російська  | 1    | 0,07  |

### Мовні особливості
У селі побутує говірка наддністрянського говору. У Наддністрянський реґіональний словник Гаврила Шила внесені такі слова в фразеологізми, вживані у Андріївці:
- бабка, бабуля — сорт великої білої квасолі;
- білок — деревина;
- біль — білий гриб;
- буцик — лелека;
- верето — домоткане простирадло;
- вофлес — обапіл;
- горосиско — місце, де ріс горох;
- горохлиня — стебло гороху;
- ґарґошки — плечі;
- ґєґавка — вигнута хрящова частина гортані; адамове яблуко;
- залім — пропущене або погано оброблене місце під час оранки; огріх;
- зґребло — залізна щітка, якою чистять коней, корів;
- кантівка — сорт гранчастих яблук;
- кашка — ряска;
- коник — щепа;
- конюшка — торба, у якій коням дорогою дають сіно;
- ліска — ліщина;
- мандель — кілька обмолочених та обтрушених снопів, які використовують для покриття верхньої частини будівлі;
- пестуля — пестунка;
- пирийка — пирій;
- підґарлі — підборіддя;
- піти на вандри — помандрувати без мети;
- пузюнка — суниця;
- українка — сорт картоплі;
- шпаровитий — ощадливий, господарний;
- шпорець — ріжок у колоску жита.

## Географія
Село Андріївка розташоване на Красненсько-Вільшанецькій рівнині — частині Волинської височини. За 62 км від обласного центру, 27 км на південний схід від районного центру та за 5 км від залізничної станції Красне. Селом тече річка Гологірка (притока Полтви). У центрі села на річці розташований став.
Сусідні населені пункти:

## Топоніми

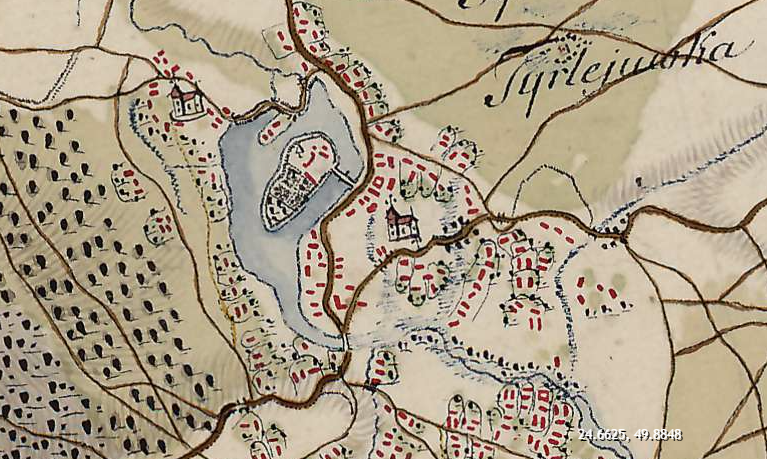
Мармузовичі на австрійській мапі фон Міга XVIII століття

На австрійській мапі фон Міга XVIII століття бачимо, що тоді у центрі села був став, а в ньому острів-замок.
- Мармузовичі (пол. Marmuzowicze)[12] — первісна назва, відома з 1470 року. Походить від староукраїнського слова «мармуза» («обличчя, пика; неотеса, мовчун, небалакуча людина»), що є запозиченням з литовської (лит. marmūzė, морда, пика; мовчун; негідник)[13].
- Марумозовка (пол. Marmozówka)[12].
- Ферлеївка (ст.-укр. Ферлеевка, пол. Firlejówka[12], нім. Firlejow[14]) — назва у 1630—1946 роках.
- Андріївка (рос. Андреевка) — назва у 1946—2016 роках, на честь загиблого від рук українських повстанців комуніста і активіста тамтешньої МТС Андреєва[15][16]. 2016 року після прийняття Закону про декомунізацію село ввійшло до числа двох населених пунктів Львівщини, що підлягали обов'язковому перейменуванню[17]. 19 травня 2016 року Верховна Рада України прийняла постанову, згідно з якою село перейменовано на Мармузовичі, але вже 2021 року було відновлено назву Андріївка[18].

### Урбаноніми
Кількість елементів інфраструктури в селі — це 15 вулиць з 134 будинками.
Вулиці
- Андріївська
- Зарічна
- Зелена
- Лісова
- Мармужівка
- Нова
- Передмістя
- Південна
- Підлісна
- Польова
- Радянська
- Рудка
- Сонячна
- Центральна
- Шевченка Тараса

## Історія
Про село Мармузовичі (лат. Villa Marmuzowice) вперше згадується у 1470 році. Це був великий господарський осередок у складі Буської землі Белзького воєводства Королівства Польського. Власниками села були декілька шляхтичів, серед яких Ян Мармузовський гербу Сулима, Альберт Вишга, Станіслав Галка, Захарій Швартовський. У актових записах Буського гродського суду за 1499 рік. біля прізвища кожного з них стоїть припис: «з Мармузовичів» (лат. de Marmuzowice), що свідчить про формування місцевих шляхетських династій.
У 1578 році село повністю зруйнували татари. На цьому місці було збудоване містечко Ферлеївка. 26 березня 1638 року король Владислав IV Ваза надав йому магдебурзьке право з одночасним правом проведення двох ярмарків на рік — на свята «святого Віта в червні» і «Михаїла Архангела у вересні».
1649 року, під час Хмельниччини, Ферлеївку пограбували та спалили татари.
1756 року у Ферлеївці збудували дерев'яну греко-католицьку Церкву Покрови Пресвятої Богородиці.
1795 року, за результатами третього поділу Речі Посполитої, село Ферлеївка увійшло до складу Австрійської імперії, стало частиною королівства Галичини та Володимирії.
У XIX столітті громада Ферлеївки мала власну печатку зі зображенням заступника громади (святого Миколая), а також сільськогосподарського знаряддя: граблів, серпа, вил і коси (відбиток печатки відомий з колекції геральдичних матеріалів відомого львівського краєзнавця Антонія Шнайдера).
Наступна згадка про село датується 1900 роком, коли відбувся страйк сільськогосподарських робітників, які вимагали підвищення заробітної плати. Страйк тривав більше тижня. Для його придушення прибули військові частини. Лише після цього страйкарі були змушені приступити до роботи. Організаторів виступу заарештували та відправили до тюрми.
1918 року, за підсумками першої світової війни, село Ферлеївка увійшло до складу Польської республіки.
6 вересня 1920 року, під час польсько-радянської війни, в околицях села відбулася битва, у якій взяли участь гімназисти з м. Ясло та учні з міст Кросно і Тарнів в складі III батальйону 16-го піхотного полку польського війська. 7-8 вересня 1920 року воювали там також відділи піхоти з Тарновської землі.
У вересні 1939 року, на початку другої світової війни і розподілу Польської республіки між Німеччиною та СРСР, село Ферлеївка увійшло до складу УРСР. Того ж року в селі створена машинно-тракторну станцію, першим директором якої став І. М. Андреєв, на честь якого 1946 року село Ферлеївка було перейменоване на Андріївку.
У 1964—1965 роках радянська влада знесла місцеву греко-католицьку церкву Покрови.

## Пам'ятки
У селі є церква Святого Миколая (1913, мурована), каплиця, споруджена на місці церкви Покрова Пресвятої Богородиці (1990, мурована).
Давню дерев'яну церкву Покрови Пресвятої Богородиці (1756 року) знищили більшовики у 1964–1965 роках.
24 вересня 2011 року було освячено спільну могилу близько 30 польських бійців, які загинули 6-9 вересня 1920 року в битві з більшовиками.
Встановлено обеліск на честь вояків-односельців, котрі загинули під час німецько-радянської війни.

## Культура
У селі функціонують народний дім та бібліотека. При народному домі працювало відділення музичної школи, яку очолював Ясниський Іван Степанович. Після смерті Івана Степановича справу батька продовжила його донька. Учні та випускники школи входять до музичного ансамблю «Андріївські музики». Окрім музичних колективів в селі діє народний хор «Надбужанець» (керівник Калитин Л. І.).

## Освіта
Перша однокласна школа була відкрита на початку XIX століття. Нині у селі діють середня загальноосвітня школа I-III ступенів (з 1962 року), дитяча спортивно-юнацька школа «Авангард», дошкільний навчальний заклад «Барвінок».

### Релігія
Церкви Святої Покрови та стара церква Святителя Миколая, яка до 1701 року була православною та належала до Білокам'янецького благочиння Львівської єпархії, а відтак перейшла у греко-католицьку церкву.
У селі дві парафії — греко-католицька та православна церкви Святого Миколая.

## Господарство
У селі працюють:
- фермерські господарства «Зернятко», «Тижай», «БПЙ», що спеціалізуються на вирощуванні зернових культур;
- ТОВ «Близнюки» — розроблення програмного забезпечення та консультування в ІТ-сфері;
- ПП «Вежа і Ко» — посередництво в торгівлі продуктами харчування, напоями та тютюновими виробами;
- фермерські господарства «З.О.Р.Я», «Русилів», що спеціалізуються на вирощуванні зернових та технічних культури;
- сільськогосподарське товариство з обмеженою відповідальністю «Авангард»;
- ТОВ «Техавто-Плюс» — гуртова торгівля автомобілями;
- ПП «Південний Буг».

## Спорт
У селі є футбольний клуб «Авангард» та футбольна команда «Сокіл».

## Політика
У селі зареєстровані осередки партій:
- Української Народної Партії (з 2002 року);
- Народної Партії (з 2003 року);
- Соціалістичної партії України (з 2005 року);
- Партії Регіонів (з 2009 року).

### Парламентські вибори 2012 року
На час парламентських виборів 2012 року село Андріївку було віднесено до округу № 119 з центром у місті Броди, у селі була одна виборча дільниця — № 460087.
У багатомандатному виборчому окрузі з загальної кількості виборців 1093 осіб участь в голосуванні взяли 785 осіб. Голоси розподілилися так: ВО «Свобода» — 338, ВО «Батьківщина» — 290, Політична партія «Удар» — 113, Партія регіонів — 12, «Наша Україна» — 10, Комуністична партія України — 5, партія Наталії Королевської «Україна — Вперед!» — 5, Партія пенсіонерів України — 4.

### Вибори Президента України 2019 року
На президентських виборах 2019 року по округу № 119, виборча дільниця № 460087, мешканці села підтримали кандидатуру Петра Порошенка (за 512 особи; за Володимира Зеленського — 233).

## Відомі люди
- Дідух Віктор Ігорович (нар. 1987) — український спортсмен, майстер спорту України міжнародного класу з настільного тенісу серед спортсменів з порушенням опорно-рухового апарату, член національної збірної команди України, чемпіон Європи, чемпіон світу, багаторазовий переможець інших міжнародних турнірів, чемпіон Паралімпійських ігор 2016 року у командних змаганнях. Нагороджений орденом «За мужність» III ступеня. Засновник ГО «Центр настільного тенісу». Народився в Андріївці[28].